# Selaginella marginata
Selaginella marginata là một loài dương xỉ trong họ Selaginellaceae. Loài này được Humb. & Bonpl. ex Willd. Spring mô tả khoa học đầu tiên năm 1838.